# Líté
Líté är en ort i Tjeckien.   Den ligger i regionen Plzeň, i den västra delen av landet, 90 km väster om huvudstaden Prag. Líté ligger 486 meter över havet och antalet invånare är 198.
Terrängen runt Líté är platt söderut, men norrut är den kuperad. Runt Líté är det ganska tätbefolkat, med 248 invånare per kvadratkilometer. Närmaste större samhälle är Třemošná, 14,5 km sydost om Líté. I omgivningarna runt Líté växer i huvudsak blandskog.